# Ferenc Csongrádi
Dans le nom hongrois Csongrádi Ferenc, le nom de famille précède le prénom, mais cet article utilise l’ordre habituel en français Ferenc Csongrádi, où le prénom précède le nom.
Ferenc Csongrádi, né le 29 mars 1956 à Apácatorna en Hongrie, est un joueur de football international hongrois, qui évoluait au poste de milieu de terrain, avant de devenir ensuite entraîneur.

## Biographie

### Carrière de joueur

#### Carrière en club
Ferenc Csongrádi évolue principalement en faveur du Videoton Football Club, équipe où il joue pendant 13 saisons, entre 1974 et 1987.
Il joue un total de 362 matchs en première division hongroise, inscrivant 24 buts. Il se classe deuxième du championnat lors de la saison 1975-1976.
Il dispute également 14 matchs en Coupe de l'UEFA, inscrivant deux buts. Le 24 octobre 1984, il inscrit un doublé contre le Paris Saint-Germain. Il atteint la finale de cette compétition en 1985, en étant battu par le Real Madrid.

#### Carrière en équipe nationale
Ferenc Csongrádi joue 24 matchs en équipe de Hongrie, sans inscrire de but, entre 1976 et 1984.
Il dispute son premier match en équipe nationale le 27 mars 1976, en amical contre l'Argentine (victoire 2-0 à Budapest). Il figure ensuite dans le groupe des sélectionnés lors de la Coupe du monde de 1982. Lors du mondial organisé en Espagne, il joue un match contre la Belgique.
Par la suite, Ferenc Csongrádi joue trois matchs rentrant dans le cadre des éliminatoires de l'Euro 1984, et deux rentrant dans le cadre des éliminatoires du mondial 1986.

## Palmarès
| Videoton \| - Championnat de Hongrie : - Vice-champion : 1975-76. - Coupe de Hongrie : - Finaliste : 1981-82. \| \| - Coupe UEFA : - Finaliste : 1984-85. \| |  | Videoton - Coupe de Hongrie : - Finaliste : 2000-01. |
| - Championnat de Hongrie : - Vice-champion : 1975-76. - Coupe de Hongrie : - Finaliste : 1981-82.                                                            |  | - Coupe UEFA : - Finaliste : 1984-85.                |